# RFL Championship 1925-26
La Northern Rugby Football League de 1925-26 fue la 31.ª temporada del torneo de rugby league más importante de Inglaterra.

## Formato
Las divisiones 1 y 2 fueron combinadas, enfrentándose a nivel de los condados de Lancashire y Yorkshire y posteriormente confeccionado una tabla global, esto provocó que los equipos enfrentaran una cantidad desigual de encuentros.
Posteriormente los cuatro mejores clasificados según el porcentaje de victorias clasificaron a las semifinales.
Se otorgaron 2 puntos por cada victoria, 1 por el empate y 0 por la derrota.

## Desarrollo

### Tabla de posiciones
| Pos. | Equipo               | Encuentros | Encuentros | Encuentros | Encuentros | Tantos | Tantos | Puntos | Porcentaje de triunfos |
| Pos. | Equipo               | PJ         | PG         | PE         | PP         | F      | C      | Puntos | Porcentaje de triunfos |
| ---- | -------------------- | ---------- | ---------- | ---------- | ---------- | ------ | ------ | ------ | ---------------------- |
| 1    | Wigan                | 38         | 29         | 3          | 6          | 641    | 310    | 61     | 80.26                  |
| 2    | Warrington           | 36         | 27         | 1          | 8          | 472    | 279    | 55     | 76.38                  |
| 3    | Swinton              | 36         | 26         | 2          | 8          | 442    | 223    | 54     | 75                     |
| 4    | Hull                 | 38         | 24         | 3          | 11         | 547    | 329    | 51     | 67.1                   |
| 5    | St. Helens Recs      | 36         | 23         | 2          | 11         | 437    | 278    | 48     | 66.66                  |
| 6    | Hull Kingston Rovers | 34         | 20         | 3          | 11         | 416    | 320    | 43     | 63.23                  |
| 7    | Oldham               | 34         | 19         | 3          | 12         | 431    | 251    | 41     | 60.29                  |
| 8    | Wakefield Trinity    | 36         | 21         | 1          | 14         | 445    | 317    | 43     | 59.72                  |
| 9    | Leeds                | 36         | 20         | 2          | 14         | 526    | 311    | 42     | 58.33                  |
| 10   | St. Helens           | 34         | 18         | 2          | 14         | 410    | 282    | 38     | 55.88                  |
| 11   | Batley Bulldogs      | 38         | 20         | 2          | 16         | 325    | 296    | 42     | 55.26                  |
| 12   | York FC              | 36         | 19         | 0          | 17         | 359    | 350    | 38     | 52.77                  |
| 13   | Halifax              | 38         | 19         | 2          | 17         | 364    | 323    | 40     | 52.63                  |
| 14   | Barrow Raiders       | 36         | 17         | 3          | 16         | 313    | 303    | 37     | 51.38                  |
| 15   | Featherstone Rovers  | 32         | 15         | 2          | 15         | 362    | 362    | 32     | 50                     |
| 16   | Dewsbury Rams        | 36         | 18         | 0          | 18         | 310    | 402    | 36     | 50                     |
| 17   | Widnes               | 34         | 15         | 0          | 19         | 339    | 397    | 30     | 44.11                  |
| 18   | Huddersfield         | 36         | 14         | 2          | 20         | 365    | 474    | 30     | 41.66                  |
| 19   | Wigan Highfield      | 32         | 12         | 1          | 19         | 280    | 323    | 25     | 39.06                  |
| 20   | Hunslet FC           | 36         | 14         | 0          | 22         | 389    | 435    | 28     | 38.88                  |
| 21   | Salford              | 34         | 11         | 4          | 19         | 246    | 393    | 26     | 38.23                  |
| 22   | Rochdale Hornets     | 36         | 13         | 1          | 22         | 320    | 414    | 27     | 37.5                   |
| 23   | Bradford Northern    | 38         | 14         | 0          | 24         | 306    | 580    | 28     | 36.84                  |
| 24   | Leigh                | 32         | 8          | 2          | 22         | 270    | 435    | 18     | 28.12                  |
| 25   | Broughton Rangers    | 34         | 9          | 0          | 25         | 316    | 510    | 18     | 26.47                  |
| 26   | Keighley Cougars     | 36         | 9          | 1          | 26         | 290    | 577    | 19     | 26.38                  |
| 27   | Bramley RLFC         | 34         | 3          | 0          | 31         | 152    | 588    | 6      | 8.82                   |

|  | Semifinalistas. |

### Semifinales
| 1926 | Wigan | 34 - 0 | Hull |  |  |

| 1926 | Warrington | 11 - 8 | Swinton |  |  |

### Final
| 1926 | Wigan | 22 - 10 | Swinton |  |  |

| Bandera de Inglaterra  |
| Campeón Wigan Warriors |
| Tercer título          |